# Flavio Apione (prefetto del pretorio)
Flavio Apione (Flavius Apion; fl. 503-518) fu un politico dell'Impero romano d'Oriente.

## Biografia

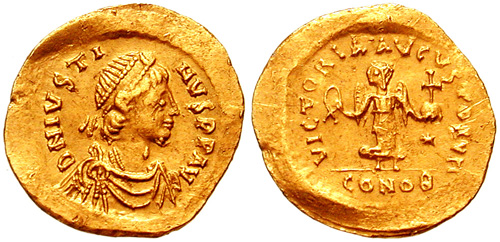
L'imperatore Giustino I favorì il ritorno a corte di Apione

Apione apparteneva alla ricca famiglia degli Apioni, possidenti terrieri, e viveva nella città egiziana di Ossirinco. Ebbe almeno due figli, Strategio Apione ed Eraclide.
Nel 503/504 ricevette il titolo (non l'incarico) di prefetto del pretorio. In quel periodo fu incaricato di controllare la fornitura di grano da Edessa e poi da Alessandria d'Egitto all'esercito romano impegnato, durante la guerra anastasiana contro i Sasanidi, nell'attacco contro Amida; si trattava di uno dei più grandi eserciti romani messi in campo, e l'aver affidato la fornitura di grano ad un ricco possidente fu una chiara scelta dell'imperatore Anastasio I Dicoro.
Tra il 508 e il 510 Apione fu a Costantinopoli, a corte; in questo periodo Severo di Antiochia gli dedicò la sua opera Contro Eutiche, cosa che lo identifica per un miafisita anti-calcedoniano.
Nel 510, però, Apione subì un rovescio di fortuna. Anastasio lo esiliò a Nicea, accusandolo di pederastia ed eresia e obbligandolo a prendere i voti, assieme al figlio Eraclide.
L'esilio durò fino al 518, anno in cui salì al trono Giustino I. Le fonti suggeriscono che il ritorno di Apione fosse collegato al suo essere passato dalla parte calcedoniana, forse a seguito di un intervento diretto di Giustino e di suo nipote Giustiniano. Il suo ritorno in auge fu segnato dal conferimento dell'incarico di prefetto del pretorio d'Oriente.